# (9920) Bagnulo
(9920) Bagnulo es un asteroide perteneciente al cinturón de asteroides, región del sistema solar que se encuentra entre las órbitas de Marte y Júpiter.
Fue descubierto el 1 de marzo de 1981 por Schelte John Bus  desde el Observatorio de Siding Spring, Nueva Gales del Sur, Australia.

## Designación y nombre
Designado provisionalmente como 1981 EZ10, fue nombrado por Stefano Bagnulo (n. 1965) quien es astrónomo del Observatorio de Armagh y especialista en polarimetría de estrellas de tipo temprano. Ha ampliado su experiencia a mediciones de polarización de cuerpos del sistema solar, incluidos objetos transneptunianos, centauros y núcleos de cometas.

## Características orbitales
Bagnulo está situado a una distancia media del Sol de 2,784 ua, pudiendo alejarse hasta 2,899 ua y acercarse hasta 2,670 ua. Su excentricidad es 0,041 y la inclinación orbital 3,259 grados. Emplea 1697,13 días en completar una órbita alrededor del Sol.
Pertenece a la familia de asteroides de (1726) Hoffmeister.

## Características físicas
La magnitud absoluta de Bagnulo es 13,61. Tiene 12,950 km de diámetro y su albedo se estima en 0,034.